# テレビ東京月曜未明の深夜ドラマ
テレビ東京月曜未明の深夜ドラマ（テレビとうきょうげつようみめいのしんやドラマ）は、テレビ東京系列で月曜未明（日曜深夜）に放送されていた連続ドラマ放送枠である。

## 概要
本枠の最初の作品は、2003年4月期に放送された『すっから母さん』で月曜1時枠にて放送された。
2年後の2005年3月をもって月曜1時枠でのドラマ枠は廃枠となるも、3か月後の同年7月期より月曜2時枠に移して『いちばん暗いのは夜明け前』を放送する。
2006年10月期の『ライオン丸G』を最後に月曜未明の深夜ドラマは放送されていない。
本枠の作品は、作品によって放送時間が異なるほか、非ネットの放送局もある（放送時間やネット局については各作品の項を参照）。

## 作品一覧

### 2003年
- すっから母さん（2003.4 - 9）
- ドゥニチラヴ（2003.10 - 2004.1）

### 2004年
- 陽はいつか昇る（2004.1 - 2004.3）
- ヴァンパイアホスト（2004.4 - 6）
- ファンタズマ〜呪いの館〜（2004.7 - 9）
- 怪奇大家族（2004.10 - 12）

### 2005年
- GO!GO!HEAVEN!（2005.1 - 3）
- いちばん暗いのは夜明け前（2005.7 - 9）
- スターライト（2005.10.3 - 12.26）

### 2006年
- 恋する!?キャバ嬢（2006.1.9 - 3.27）
- ライオン丸G（2006.10.1 - 12.24）